# Telstar in het seizoen 1975/76
Het seizoen 1975/1976 was het 13e jaar in het bestaan van de Velsense betaaldvoetbalclub Telstar. De club kwam uit in de Eredivisie en eindigde daarin op de negende plaats. Tevens deed de club mee aan het toernooi om de KNVB Beker, hierin werd in de derde ronde verloren van Roda JC (1–2).

## Wedstrijdstatistieken

### Eredivisie
|       | Ajax  | FC Amsterdam | AZ '67 | Eindhoven | Excelsior | Feyenoord | Go Ahead Eagles | De Graafschap | FC Den Haag-ADO | NAC   | N.E.C. | MVV   | PSV   | Roda JC | Sparta | FC Twente '65 | FC Utrecht |
| ----- | ----- | ------------ | ------ | --------- | --------- | --------- | --------------- | ------------- | --------------- | ----- | ------ | ----- | ----- | ------- | ------ | ------------- | ---------- |
| Thuis | 1 – 1 | 0 – 3        | 1 – 1  | 0 – 2     | 2 – 0     | 1 – 2     | 1 – 1           | 2 – 1         | 2 – 2           | 4 – 0 | 2 – 0  | 1 – 1 | 0 – 0 | 0 – 0   | 2 – 2  | 1 – 2         | 0 – 1      |
| Uit   | 2 – 1 | 0 – 0        | 1 – 1  | 0 – 0     | 1 – 5     | 3 – 1     | 0 – 0           | 5 – 3         | 0 – 0           | 1 – 1 | 1 – 0  | 3 – 1 | 6 – 1 | 2 – 2   | 1 – 2  | 1 – 0         | 2 – 4      |

### KNVB Beker
| 2e ronde                                       | FC Vlaardingen '74                   | 1 – 4 (0 – 3) | Telstar                                           |
| 12 oktober 1975 Plaats: Vlaardingen Floreslaan | Cees Bouman 67'                      |               | 3', 7' Co Stout 39' Monne de Wit 56' Frank Kramer |
| 3e ronde                                       | Roda JC                              | 2 – 1 (0 – 0) | Telstar                                           |
| 7 december 1975 Plaats: Kerkrade Kaalheide     | Johan Toonstra 46' Dick Nanninga 56' |               | 90' Co Stout                                      |

### Intertoto Cup
| Groep 4                                             | Zagłębie Sosnowiec                                                             | 1 – 0 (0 – 0)    | Telstar            |
| 29 juni 1975 Plaats: Sosnowiec Zagłębie Sports Park | Włodzimierz Mazur 75'                                                          | Wedstrijdverslag |                    |
| Groep 4                                             | Telstar                                                                        | 3 – 1 (2 – 1)    | Holbæk B&I         |
| 6 juli 1975 Plaats: Velsen Schoonenberg             | Cees van Kooten 24', 58' Co Stout 26'                                          | Wedstrijdverslag | 31' John Jensen    |
| Groep 4                                             | SK Sturm Graz                                                                  | 2 – 0 (1 – 0)    | Telstar            |
| 12 juli 1975 Plaats: Graz Liebenauer Stadion        | Anton Pichler 17' Hubert Kulmer 60'                                            | Wedstrijdverslag |                    |
| Groep 4                                             | Telstar                                                                        | 0 – 0            | Zagłębie Sosnowiec |
| 19 juli 1975 Plaats: Velsen Schoonenberg            |                                                                                | Wedstrijdverslag |                    |
| Groep 4                                             | Telstar                                                                        | 1 – 0 (1 – 0)    | SK Sturm Graz      |
| 26 juli 1975 Plaats: Velsen Schoonenberg            | Cees van Kooten 24'                                                            | Wedstrijdverslag |                    |
| Groep 4                                             | Holbæk B&I                                                                     | 4 – 1 (2 – 0)    | Telstar            |
| 2 augustus 1975 Plaats: Holbæk Holbæk Sportsby      | Palle Krath 9' Jørgen Jørgensen 23' Per Tofte-Hansen 75' Niels Tune-Hansen 85' | Wedstrijdverslag | Cees van Kooten    |

## Statistieken Telstar 1975/1976

### Eindstand Telstar in de Nederlandse Eredivisie 1975 / 1976
| Stand | Gespeeld | Gewonnen | Gelijk | Verloren | Punten | Doelpunten voor | Doelpunten tegen |
| ----- | -------- | -------- | ------ | -------- | ------ | --------------- | ---------------- |
| 9e    | 34       | 7        | 15     | 12       | 29     | 42              | 48               |

### Topscorers
| #                 | Naam              | Goal |
| ----------------- | ----------------- | ---- |
| 1.                | Cees van Kooten   | 11   |
| 2.                | Co Stout          | 10   |
| 3.                | Frank Kramer      | 4    |
| 3.                | Monne de Wit      | 4    |
| 5.                | Colin Ayre        | 3    |
| 5.                | Jos Jonker        | 3    |
| 7.                | Fred Bischot      | 2    |
| 7.                | Leendert de Goeij | 2    |
| 9.                | Hans Driessen     | 1    |
| 9.                | Tonny Fens        | 1    |
| Onbekend doelpunt |                   |      |
| –                 | Onbekend          | 1    |
| Totaal            | Totaal            | 42   |

| #      | Naam         | Goal |
| ------ | ------------ | ---- |
| 1.     | Co Stout     | 3    |
| 2.     | Frank Kramer | 1    |
| 2.     | Monne de Wit | 1    |
| Totaal | Totaal       | 5    |

| #      | Naam            | Goal |
| ------ | --------------- | ---- |
| 1.     | Cees van Kooten | 4    |
| 1.     | Co Stout        | 1    |
| Totaal | Totaal          | 5    |

## Voetnoten
Ajax ·
FC Amsterdam ·
AZ '67 ·
Eindhoven ·
Excelsior ·
Feyenoord ·
Go Ahead Eagles ·
De Graafschap ·
FC Den Haag-ADO ·
MVV ·
NAC ·
N.E.C. ·
PSV ·
Roda JC ·
Sparta ·
Telstar ·
FC Twente '65 ·
FC Utrecht